# Ljubešćica
Ljubešćica är en ort i Kroatien.   Den ligger i länet Varaždin, i den nordöstra delen av landet, 50 km nordost om huvudstaden Zagreb. Ljubešćica ligger 180 meter över havet och antalet invånare är 1 306.
Terrängen runt Ljubešćica är kuperad åt sydväst, men åt nordost är den platt. Ljubešćica ligger nere i en dal. Runt Ljubešćica är det ganska tätbefolkat, med 83 invånare per kvadratkilometer. Närmaste större samhälle är Varaždin, 15,7 km norr om Ljubešćica. I omgivningarna runt Ljubešćica växer i huvudsak lövfällande lövskog.